# Frente de Luchadores por la Libertad Muyahidín de Afganistán
El Frente de Luchadores por la Libertad Muyahidín de Afganistán (persa: جبهه مبارزين مجاهد افغانستان) (AMFF/AMFFF) es un frente unido de cuatro facciones paramilitares afganas, formado por iniciativa de grupos maoístas e islamistas para hacerle frente al régimen comunista afgano y a las fuerzas soviéticas de ocupación.

## Descripción
Las facciones que se unieron para la creación del frente fue el Grupo Revolucionario de los Pueblos de Afganistán (RGPA, más tarde llamado Organización de Liberación de Afganistán) y la Organización de Liberación del Pueblo de Afganistán (SAMA), junto con islamistas moderados, incluido el Frente de Liberación Nacional de Afganistán, en junio de 1979. Dejaron de lado sus diferencias ideológicas en la lucha contra un enemigo común. El Frente luchó contra el gobierno del Partido Democrático Popular de Afganistán (PDPA) y más tarde también contra el ejército soviético durante la guerra afgano-soviética.

## Historia
El 5 de agosto de 1979, el Frente intentó iniciar un levantamiento contra el gobierno del PDPA. La medida, que fue brutalmente aplastada, se conoció como el levantamiento de Bala Hissar.
La publicación más famosa de AMFFF se tituló ¡Ni régimen títere ni fundamentalismo, libertad y democracia!, que se distribuyó ampliamente en Afganistán a principios de la década de 1980.
El jefe de AMFFF era Mulavi Dawood, quien fue secuestrado y asesinado por el Hezbi Islami en Peshawar en noviembre de 1986.